# Salvins bladneusvleermuis
De Salvins bladneusvleermuis (Chiroderma salvini)  is een zoogdier uit de familie van de bladneusvleermuizen van de Nieuwe Wereld (Phyllostomidae). De wetenschappelijke naam van de soort werd voor het eerst geldig gepubliceerd door Dobson in 1878. De naam is een eerbetoon aan de Britse zoöloog Osbert Salvin.